# Santillana
Pour les articles homonymes, voir González et Alonso.
Carlos Alonso González, plus connu sous le nom de Santillana, né le 23 août 1952 à Santillana del Mar, est un ancien footballeur international espagnol.
Cet attaquant a réalisé la très grande majorité de sa carrière au Real Madrid, dont il porta le maillot pendant dix-sept saisons, inscrivant 290 buts en 645 matchs toutes compétitions confondues. Sélectionné en équipe nationale à 56 reprises entre 1975 et 1985, il marqua quinze buts et participe aux grandes compétitions internationales de 1976 à 1984. Reconnu notamment pour son habileté de la tête, il est considéré comme l'un des meilleurs attaquants espagnols du XXe siècle.

## Carrière

### En club
Formé dans le club de football de Barreda, un village situé près de Santillana del Mar, dont l'équipe première évolue en troisième division espagnole, Carlos Santillana est sélectionné à la fin des années 1960 dans l'équipe d'Espagne junior par José Santamaría. Repéré par le Racing Santander, club de deuxième division, Carlos Santillana y fait ses débuts professionnels l'année suivante, en 1970, à 18 ans. Il s'y impose immédiatement et remporte le titre de meilleur buteur du championnat avec 17 buts.
Il est recruté l'année suivante par le prestigieux Real Madrid, qui vient de voir l'emblématique Francisco Gento prendre sa retraite. Dès sa première saison à Madrid, il s'impose en équipe première et marque dix buts en 34 matchs de Primera División, contribuant ainsi à la conquête de son premier titre avec le Real. Pourtant la fin de sa première saison dans la capitale est marquée par la découverte d'une maladie des reins, qui fait craindre pour la fin de sa carrière. Il connaît alors deux saisons difficiles avant de retrouver une place de titulaire indiscutable à partir de la saison 1974-1975, au cours de laquelle il est sélectionné pour la première fois en équipe nationale et remporte un deuxième titre de champion d'Espagne sous le maillot blanc. Il réédite la performance en 1976, 1978, 1979, 1980.
Devenu capitaine des Merengues en 1979, il mène son équipe en finale de la Coupe des clubs champions européens en 1981. Après avoir éliminé notamment Budapest Honvéd, le Spartak Moscou et l'Inter Milan, les Madrilènes s'inclinent finalement face au Liverpool FC (1-0). Deux ans plus tard, les Espagnols atteignent la finale de la Coupe d'Europe des vainqueurs de coupe mais sont de nouveau défaits par les Écossais d'Aberdeen FC (2-1 ap), dirigés par le jeune Alex Ferguson.
Le Real de Santillana remporte enfin sa première compétition européenne lors de la coupe UEFA de 1985, face aux Hongrois de Videoton SC (0-3, 1-0), et conserve le trophée l'année suivante face aux Allemands du 1. FC Cologne (5-1, 0-2). Les Merengues sont alors connus pour leur capacité à renverser au stade Chamartín des situations mal engagées. On voit notamment le Real se qualifier malgré des défaites au match aller face au HNK Rijeka (3-1), à Anderlecht (3-0) et à l'Inter Milan (2-0) en 1984-1985 ; face au Borussia Mönchengladbach (5-1) et à l'Inter Milan (3-1) en 1985-1986. En décembre 1985, Santillana marque notamment le quatrième but du match retour face à Mönchengladbach. Inscrit à la 89e minute, il permet au Real d'éliminer les Allemands à la surprise de tous les observateurs.
Capitaine jusqu'à sa retraite sportive, Santillana dispute son dernier match le 22 mai 1988, qui le voit remporter un neuvième championnat d'Espagne avec le club madrilène. Santillana compte par ailleurs à son palmarès deux Coupes de l'UEFA et quatre coupes d'Espagne. Il porte le record de matchs disputés avec les Merengues à 643 matchs, et marque 290 buts. Avec 186 buts en Liga, il est en 2010 le neuvième meilleur buteur de l'histoire du championnat d'Espagne.

### En équipe d'Espagne
Santillana fait ses débuts en équipe nationale le 17 avril 1975, lors d'un match éliminatoire du Championnat d'Europe 1976 face à la Roumanie (1-1). En dix ans, l'attaquant dispute cinq compétitions internationales avec la Roja : les coupes du monde 1978 et 1982 ainsi que les Euros 1976, 1980 et 1984.
Avec quatre buts, il est notamment un acteur majeur de la surprenante victoire 12-1 remportée par les Espagnols sur Malte lors des qualifications de l'Euro 1984, alors qu'un écart de onze buts était nécessaire à leur qualification.
Lors de l'euro 1984, il marque le dernier but de sa carrière internationale contre l'équipe portugaise et atteint la finale de la compétition, perdue face à la France, hôte de la compétition.

## Statistiques
| Club                                | Saison                              | Championnat | Championnat | Coupe   | Coupe | Europe  | Europe | Total   | Total |
| Club                                | Saison                              | Matches     | Buts        | Matches | Buts  | Matches | Buts   | Matches | Buts  |
| ----------------------------------- | ----------------------------------- | ----------- | ----------- | ------- | ----- | ------- | ------ | ------- | ----- |
| Racing Santander                    | 1970–1971                           | 35          | 16          | 1       | 0     | 0       | 0      | 36      | 16    |
| Racing Santander                    | Total                               | 35          | 16          | 1       | 0     | 0       | 0      | 36      | 16    |
| Real Madrid                         | 1971-1972                           | 34          | 10          | 6       | 3     | 4       | 2      | 44      | 15    |
| Real Madrid                         | 1972-1973                           | 29          | 10          | 0       | 0     | 6       | 5      | 35      | 15    |
| Real Madrid                         | 1973-1974                           | 18          | 3           | 6       | 6     | 0       | 0      | 24      | 9     |
| Real Madrid                         | 1974-1975                           | 32          | 17          | 7       | 3     | 4       | 3      | 43      | 23    |
| Real Madrid                         | 1975-1976                           | 30          | 12          | 2       | 1     | 7       | 5      | 39      | 18    |
| Real Madrid                         | 1976-1977                           | 30          | 12          | 2       | 0     | 4       | 1      | 36      | 13    |
| Real Madrid                         | 1977-1978                           | 34          | 24          | 6       | 4     | 0       | 0      | 40      | 28    |
| Real Madrid                         | 1978-1979                           | 33          | 18          | 11      | 6     | 4       | 2      | 48      | 26    |
| Real Madrid                         | 1979-1980                           | 33          | 23          | 6       | 3     | 8       | 3      | 47      | 29    |
| Real Madrid                         | 1980-1981                           | 31          | 13          | 4       | 1     | 8       | 3      | 43      | 17    |
| Real Madrid                         | 1981-1982                           | 20          | 9           | 3       | 0     | 5       | 2      | 28      | 11    |
| Real Madrid                         | 1982-1983                           | 27          | 9           | 12      | 13    | 9       | 8      | 48      | 30    |
| Real Madrid                         | 1983-1984                           | 31          | 13          | 8       | 3     | 2       | 1      | 41      | 17    |
| Real Madrid                         | 1984-1985                           | 22          | 4           | 7       | 3     | 8       | 5      | 37      | 12    |
| Real Madrid                         | 1985-1986                           | 27          | 4           | 8       | 5     | 9       | 5      | 44      | 14    |
| Real Madrid                         | 1986-1987                           | 18          | 1           | 2       | 1     | 5       | 2      | 25      | 4     |
| Real Madrid                         | 1987-1988                           | 12          | 4           | 7       | 4     | 4       | 0      | 23      | 8     |
| Real Madrid                         | Total                               | 461         | 186         | 97      | 56    | 87      | 47     | 645     | 289   |
| Total sur l'ensemble de sa carrière | Total sur l'ensemble de sa carrière | 496         | 202         | 98      | 56    | 87      | 47     | 681     | 305   |

|                                        | Matches | Buts | Moyenne |
| -------------------------------------- | ------- | ---- | ------- |
| Championnat d'Espagne                  | 461     | 186  | 0.40    |
| Copa del Rey                           | 84      | 49   | 0.58    |
| Coupe des clubs champions européens    | 46      | 21   | 0.46    |
| Coupe d'Europe des vainqueurs de coupe | 13      | 11   | 0.84    |
| Coupe de l'UEFA                        | 28      | 15   | 0.53    |
| Équipe d'Espagne                       | 56      | 15   | 0.27    |

| #                | Date             | Lieu                         | Adversaire           | Score final | Compétition     |
| ---------------- | ---------------- | ---------------------------- | -------------------- | ----------- | --------------- |
| 1.               | 16 novembre 1975 | Stade du 23 août, Bucarest   | Roumanie             | 2-2         | Élim. Euro 1976 |
| 2.               | 24 avril 1976    | Vicente Calderón, Madrid     | Allemagne de l'Ouest | 1-1         | Élim. Euro 1976 |
| 3.               | 4 octobre 1978   | Maksimir, Zagreb             | Yougoslavie          | 1-2         | Élim. Euro 1980 |
| 4 et 5.          | 13 décembre 1978 | Helmántico, Salamanque       | Chypre               | 5-0         | Élim. Euro 1980 |
| 6.               | 9 décembre 1979  | Tsirion, Limassol            | Chypre               | 1-3         | Élim. Euro 1980 |
| 7.               | 27 avril 1983    | La Romareda, Saragosse       | République d'Irlande | 2-0         | Élim. Euro 1984 |
| 8.               | 16 novembre 1983 | De Kuip, Rotterdam           | Pays-Bas             | 2-1         | Élim. Euro 1984 |
| 9, 10, 11 et 12. | 21 décembre 1983 | Benito Villamarín, Séville   | Malte                | 12-1        | Élim. Euro 1984 |
| 13.              | 11 avril 1984    | Mestalla, Valence            | Danemark             | 2-1         | Amical          |
| 14.              | 26 mai 1984      | Stade des Charmilles, Genève | Suisse               | 0-4         | Amical          |
| 15.              | 17 mai 1984      | Stade Vélodrome, Marseille   | Portugal             | 1-1         | Euro 1984       |

## Palmarès
- Avec le Real Madrid :
  - Champion d'Espagne en 1972, 1975, 1976, 1978, 1979, 1980, 1986, 1987 et 1988.
  - Vainqueur de la Coupe UEFA en 1985 et 1986.
  - Vainqueur de la Coupe d'Espagne en 1974, 1975, 1980 et 1982.
  - Vainqueur de la Coupe de la Ligue d'Espagne en 1985.
- Avec l'équipe d'Espagne :
  - Finaliste du Championnat d'Europe en 1984

## Distinctions personnelles
- 5e meilleur buteur de l'histoire du Real Madrid (290 buts)
- Meilleur buteur du championnat d'Espagne de D2 en 1971
- Meilleur buteur de la Coupe d'Europe des vainqueurs de coupe en 1983